# Toulepleu
Toulepleu este o comună din regiunea Moyen Cavally, Coasta de Fildeș.